# Iouri Tynianov
Iouri Nikolaïevitch Tynianov (en russe : Юрий Николаевич Тынянов), né le 6 octobre 1894 (18 octobre dans le calendrier grégorien) à Rejitsa (aujourd'hui Rēzekne en Lettonie) et décédé le 20 décembre 1943 à Moscou (Union soviétique), est un écrivain et théoricien de la littérature russe, l'un des fondateurs de l'école formaliste russe.

## Biographie
Iouri Tynianov naît à Rejitsa (ex-Rositten, jusqu'en 1893), ville du gouvernement de Vitebsk, majoritairement peuplée de Juifs. Son père, Nason Arkadievitch Tynianov (1862-1924), était médecin et sa mère Sophie Borissovna Tynianova, née Sarah Epstein (1868-1940), était copropriétaire d'une fabrique de cuir. Il a un frère aîné, Léon, et une sœur, Lydia.
Élève doué, il suit les cours entre 1904 et 1912 au lycée de Pskov, où il fait la connaissance de Lev Zilber (1894-1966) (futur fondateur de l'école soviétique de virologie), dont il épouse la sœur, Léa (dite Hélène), en 1916. Ils auront une fille, Inna, née en 1916. Son autre beau-frère, frère de sa femme, Benjamin Zilber (1902-1989) deviendra un écrivain soviétique renommé sous le pseudonyme de Benjamin Kaverine qui épousera sa sœur Lydia Tynianova (1902-1984), écrivain pour enfants. 
Entre 1912 et 1918, il est étudiant à la faculté d'histoire et de philologie à l'université de Petrograd. Il participe aux séminaires de Semion Venguerov (1855-1920), fondateur d'un cercle historico-littéraire à Tsarskoïe Selo, (aujourd'hui Pouchkine). Il fait ensuite partie de l'OPOYAZ, société d'étude de la forme de la langue poétique, avec Victor Chklovski et Boris Eichenbaum. Ce furent les débuts du formalisme.
Son activité professionnelle d’écrivain commence en 1924, lorsque Tynianov, dans le cadre d’une commande commerciale organisée par Korneï Tchoukovski, commence à préparer une brochure populaire sur le camarade de lycée de Pouchkine, puis décembriste Wilhelm Küchelbecker, et écrit de manière inattendue un roman sur lui intitulé Le Disgracié. Ensuite, il publie  plusieurs nouvelles. Le Lieutenant Kijé paru dans Krasnaïa nov en 1927 est une satire de la bureaucratie sous le règne de Paul Ier. L'histoire Wax Person (1930) raconte les derniers jours et la mort du premier empereur russe Pierre le Grand et la fabrication de son masque mortuaire.  Jeune Vitushishnikov (1933) - une histoire sur l'ère de Nicolas Ier pour les enfants et les jeunes. Le prochain roman de Tynianov est La Mort du Vazir-Moukhtar (1928), consacré à la dernière année de la vie de Alexandre Griboïedov. 
Des performances réduites dues à la maladie n'ont pas permis à Tynyanov de réaliser la plupart de ses projets. Sachant que sa maladie était incurable, il s'efforça d'écrire l'œuvre principale de sa vie - le roman Pouchkine, une épopée grandiose sur la formation, la vie et la mort du poète national. Avec La Mort de Vazir-Mukhtar et les récits historiques, les deux parties de Pouchkine, que l'écrivain a réussi à terminer (respectivement en 1935 et 1936-1937), comptent parmi les sommets de sa prose. La troisième partie (publiée à titre posthume en 1943) porte des traces d'incomplétude. L'héritage de Tynianov comprend égalemen un certain nombre d'histoires courtes Citoyen Ocher (consacré à Charles-Gilbert Romme), Général Dorokhov, Petit Bonnet Rouge écrites pendant la guerre, des scénarios de films et une pièce de théâtre, un livre de traductions de Georges Duhamel, trois livres de traductions de Heinrich Heine. 
Il meurt de sclérose en plaques le 20 décembre 1943 et est enterré au cimetière Vagankovo à Moscou.

## Œuvre

### Essais traduits
- Le vers lui-même, traduction collective coordonnée par Yvan Mignot, Société générale d'édition, 10/18, 1977
- Formalisme et histoire littéraire, traduit par Catherine Depretto-Genty, L'âge d'homme, 1991
- Dans l'intervalle (Sur la poésie), traduit par Michelle Zaslavsky, présentation et notices de Philippe Blanchon, Éditions de la Nerthe, 2014

### Romans
Les romans historiques de Tynianov sont des modèles de fidélité historique mais ils possèdent en outre une originalité artistique supérieure. 
Iouri Tynianov a mis en scène trois maîtres du romantisme russe à chacun desquels il a consacré un roman historique, les poètes Wilhelm Küchelbecker (Le Disgracié), Alexandre Griboïedov (La Mort du Vazir-Moukhtar) et Alexandre Pouchkine (La Jeunesse de Pouchkine). Ces trois écrivains, qui étaient amis, apparaissent tour à tour dans les trois romans.
Pour le critique littéraire Ettore Lo Gatto, le plus important des trois est celui sur Pouchkine. Il est resté incomplet du fait de la mort de Tynianov et ne dépasse pas la première partie de la vie du poète. Il reste supérieur à tous les romans consacré à Pouchkine pendant les années proches du centenaire de sa mort . 
L'intérêt de ces romans historico-biographiques ne vient pas seulement de l'habile analyse psychologique des écrivains, mais aussi de ce qu'ils expriment à travers des figures concrètes du passé la normalité générale de leur époque. Dans les griffes du tsarisme de Nicolas Ier ils symbolisent Tynianov lui-même, qui dans l'État soviétique ne jouit d'aucune liberté intérieure conforme à sa classe .

#### Le Disgracié(1925)
- Le Disgracié (Kuchel), traduit par Henri Perreau, Paris, Gallimard, coll. « Littératures soviétiques », 1957
- Le Disgracié (Kuchel), traduit par Lily Denis, Paris, Gallimard, coll. « l'Imaginaire » no 429, 2001  (ISBN 2-07-076097-9)

#### La Mort du Vazir-Moukhtar(1928)
- La Mort du Vazir-Moukhtar (Smiert Vazir-Moukhtara), traduit par Lily Denis, Paris, éditions Gallimard, « Littératures soviétiques », 1969, collection « Folio », 1978

#### La Jeunesse de Pouchkine(1936)
- La Jeunesse de Pouchkine (Pouchkine), roman traduit par Lily Denis, Paris, éditions Gallimard, Du Monde entier, 1980

### Recueil de nouvelles

#### Le Lieutenant Kijé(1927)
- Le Lieutenant Kijé (Voskovaia persona - Molodoi Vitouchichnikov - Podporoutchik Kije), recueil de trois nouvelles, Une majesté en cire, L'Adolescent-miracle, Le Lieutenant Kijé, traduit par Lily Denis, Paris, éditions Gallimard, « Littératures soviétiques », 1966.

### Scénarios (cinéma)
- 1926 : Le Manteau (en russe : Шинель, Shinel), réalisé par Grigori Kozintsev et Leonid Trauberg, adaptation de deux nouvelles de Gogol, La Perspective Nevski et Le Manteau.